# Couto do Mosteiro
Couto do Mosteiro ist ein Ort und eine ehemalige Gemeinde (Freguesia) im portugiesischen Kreis Santa Comba Dão. Die Gemeinde hatte 1187 Einwohner (Stand 30. Juni 2011).
Am 29. September 2013 wurden die Gemeinden Couto do Mosteiro und Santa Comba Dão zur neuen Gemeinde União das Freguesias de Santa Comba Dão e Couto do Mosteiro zusammengeschlossen.